# Пелионска архитектура
Пелионската или Загорската архитектура е традиционната архитектура за къщите и църквите на Пелион. Тази архитектура се опазва, възстановява и доразвива и днес, включително за инфраструктурни проекти като фронтони и мостове. Архитектурата на Пелион е запазена в продължение на много години, което може да се види в старите имения във всяко от селата на Пелион. През 1980 г. селата на Пелион са обявени за защитени селища със специални условия за застрояване.
Основен строителен материал за загорските градежи са т.нар. плочи от Пропан (сега село Каламаки), от които плочи са изградени манастирите на Атон, както и калдъръмът на целия Пелион. Друга особеност на градежите на местните дюлгери е, че стените на къщите са с доста голяма дебелина (20 – 25 см), в резултат на което са прохладни през лятото и топли през зимата.
Загорската архитектура възниква и е обособена от изселниците от албанските територии и в по-малка степен от тези от Египетския еялет. Исторически загорската архитектура се оформя през три обособени периода:
1. ранен до към средата на XVIII век, когато се издигат триетажни къщи с голям и висок вход, фундирани на каменен ствол, пробит с малки бойници, и симетрично разположени прозорци. Вторият и третият етаж е комбинация от камък и дърво, като на последния има дървени конзоли, които поддържат отворени или затворени балкони;
2. традиционен в периода от 1750 до 1850 година. Доразвитие на ранния период с разширяване на полуоткритите зони и утвърждаване не специфични декоративни елементи;
3. късен в периода от 1860 до 1890 година. През този период, преди Тесалия с Пилио да бъдат присъединени към Кралство Гърция, се утвърждават акедемичните елементи в архитектурата въз основа на хармоничността.